# Пан Чхоль Ми
Пан Чхоль Ми (род. 26 августа 1994, Чонджу, Пхёнан-Пукто) — северокорейская спортсменка, член сборной КНДР по боксу. Бронзовый призёр Олимпийских игр 2024 года, двукратная чемпионка мира (2018, 2025), чемпионка Азиатских игр (2022), чемпионка Азии (2019). Призёр чемпионата мира (2019), Азиатских игр (2018) и чемпионата Азии (2017) в любителях.

## Любительская карьера
Трёхкратная победительница национального чемпионата в весовой категории до 48 кг (2015, 2016), до 51 кг (2017).
На чемпионате Азии 2017 года Пан уступила в финале вьетнамской спортсменке Нгуен Ти Там и завоевала серебряную медаль чемпионата Азии.
На летних Азиатских играх в Джакарте, корейская спортсменка вновь вышла в финал, но опять уступила вьетнамской атлетке Нгуен Ти Там.
На 10-м чемпионате мира по боксу среди женщин в Индии, в решающем поединке, 24 ноября 2018 года, корейская спортсменка встретилась с казахстанской боксёршей Жайной Шекербековой, победила её и завершила выступление на мировом первенстве, став впервые чемпионкой мира.
Предолимпийский чемпионат мира 2019 года, который состоялся в Улан-Удэ в октябре, корейская спортсменка завершила полуфинальным поединком, уступив российской спортсменке Лилии Аетбаевой по раздельному решению судей. В результате на одиннадцатом чемпионате мира по боксу среди женщин она завоевала бронзовую медаль.
В 2023 году на Азиатских играх в Китае завоевала золотую медаль.